# Reprezentacja Chorwacji w koszykówce kobiet
Reprezentacja Chorwacji w koszykówce kobiet - drużyna, która reprezentuje Chorwację w koszykówce kobiet. Za jej funkcjonowanie odpowiedzialny jest Chorwacki Związek Koszykówki. Trzy razy brała udział Mistrzostwach Europy, dwukrotnie odpadając w ćwierćfinale (1995, 1999).

## Udział w imprezach międzynarodowych
- Mistrzostwa Europy
  - 1995 - 8. miejsce
  - 1999 - 8. miejsce
  - 2007 - 13. miejsce
  - 2011 - zakwalifikowały się